# ISO 3166-2:IR
La codification ISO 3166-2:IR concerne les subdivisions de  l'Iran.

## Mise à jour
```
ISO 3166-2:2002-05-21
 n°2
```

## Provinces (31, depuis 2010)
Le numéro « 09 », antérieurement affecté à l'ancienne province du Khorassan, n'a pas été réutilisé.
La numérotation des provinces s'étend donc de « 01 » à « 32 », en excluant « 09 ».
La 32e province iranienne, Alborz, est formée en 2010 par la division de la province de Téhéran.
| Code  | Subdivision name (fa)      |
| ----- | -------------------------- |
| IR-32 | Alborz                     |
| IR-03 | Ardabīl                    |
| IR-02 | Azerbaijan-e-gharbi        |
| IR-01 | Azerbaijan-e-sharghi       |
| IR-06 | Bushehr                    |
| IR-08 | Chahar Mahaal et Bakhtiari |
| IR-04 | Isfahan                    |
| IR-14 | Fars                       |
| IR-19 | Gilan                      |
| IR-27 | Golestan                   |
| IR-24 | Hamedan                    |
| IR-23 | Hormozgan                  |
| IR-05 | Ilam                       |
| IR-15 | Kerman                     |
| IR-17 | Kermanchah                 |
| IR-29 | Khorasan-e-jonubi          |
| IR-30 | Khorasan-e-razavi          |
| IR-31 | Khorasan-e-shomali         |
| IR-10 | Khouzistan                 |
| IR-18 | Kohkiluyeh et Buyer Ahmad  |
| IR-16 | Kurdistan iranien          |
| IR-20 | Lorestan                   |
| IR-22 | Markazi                    |
| IR-21 | Mazandaran                 |
| IR-28 | Province de Qazvin         |
| IR-26 | Qom                        |
| IR-12 | Semnan                     |
| IR-13 | Sistan-o-Balouchestan      |
| IR-07 | Téhéran                    |
| IR-25 | Province de Yazd           |
| IR-11 | Province de Zanjan         |

## Provinces (30, de 2004 à 2010)fa:ostān
Le numéro « 09 », antérieurement affecté à l'ancienne province du Khorassan, n'a pas été réutilisé.
La numérotation des provinces s'étend donc de « 01 » à « 31 », en excluant « 09 ».
```
IR-03  
Ardabil

IR-02  
Azerbaijan-e-gharbi

IR-01  
Azerbaijan-e-sharghi

IR-06  
Bushehr

IR-08  
Chahar Mahaal et Bakhtiari

IR-04  
Isfahan

IR-14  
Fars

IR-19  
Gilan

IR-27  
Golestan

IR-24  
Hamedan

IR-23  
Hormozgan

IR-05  
Ilam

IR-15  
Kerman

IR-17  
Kermanchah

IR-10  
Khuzestan

IR-29  
Khorasan-e-jonubi

IR-30  
Khorasan-e-razavi

IR-31  
Khorasan-e-shomali

IR-18  
Kohkiluyeh et Buyer Ahmad

IR-16  
Kurdistan iranien

IR-20  
Lorestan

IR-22  
Markazi

IR-21  
Mazandaran

IR-28  
Province de Qazvin

IR-26  
Province de Qom

IR-12  
Semnan

IR-13  
Sistan-o-Balouchestan

IR-07  
Téhéran

IR-25  
Province de Yazd

IR-11  
Province de Zanjan
```